# Юлдыбаево (Зилаирский район)
Юлдыба́ево (баш. Юлдыбай) — село в Зилаирском районе Башкортостана России. Административный центр Юлдыбаевского сельсовета. Согласно переписи 2020 года население составляло 1742 человека.
Одно из крупнейших башкирских сёл в республике, крупнейший после райцентра населённый пункт района.
В 1938—1956 годах — административный центр упразднённого Матраевского района.

## Географическое положение
Находится на левом берегу, в верховьях реки Сакмары, в 40 км к северо-востоку от районного центра села Зилаир, в 78 км к юго-западу от города Сибая, в 460 км к юго-востоку от столицы республики города Уфы.

## Этимология
Название Юлдыбаево и Юлдыбай восходит к мужским именам Юлаш, Юлдаш, Юлдыбай, которые можно перевести как «спутник», «попутчик». В свою очередь в основе антропонима лежит тюркское юл — «дорога», «путь», с имяобразующими суффиксами -аш, -ды, -даш. В случае Юлдыбай добавляется еще и окончание бай со значением «господин, богач».

## Население
| 2002 | 2009  | 2010  | 2020  |
| ---- | ----- | ----- | ----- |
| 1910 | ↘1730 | ↘1650 | ↘1359 |

С середины XX в. с. Юлдыбаево стало представлять собой крупнейший населенный пункт башкир-тунгауров: в 1959 г. здесь проживало 2053 чел., в 1989 — 1730; в 2000 — 1800, в 2002 — 1910, в 2009 — 1730 чел.
Национальный состав
Согласно переписи 2002 года, преобладающая национальность — башкиры (95 %).

## Инфраструктура
Здесь функционируют профессиональный лицей, средняя школа, детский сад, дом культуры, библиотека, мечеть, гостиница, сельская участковая больница, аптека, строительно-монтажный участок, автозаправочная станция, лесничество, отделение «Почты России», мельница, пекарня, парк отдыха.

## Транспорт
Через село проходит региональная автодорога 80К-012 Ира — Магнитогорск, в селе от неё отходит региональная автодорога 80К-035 Юлдыбаево — Сара  — Акъяр (на Орск).

## Религия
В селе есть мечеть.

## Известные уроженцы
- Аиткулов, Азат Миннигалеевич (род. 27 января 1956) — солист Башкирской государственной филармонии им. Хусаина Ахметова, музыкант-кураист, народный артист БАССР (1991).
- Алсынов, Фаиль Фаттахович (род. 7 декабря 1986) — известный башкирский национальный деятель, активист, экс-лидер группы «Башкорт».